# Coonabarabran
Coonabarabran är en ort i Australien. Den ligger i kommunen Warrumbungle Shire och delstaten New South Wales, i den sydöstra delen av landet, omkring 340 kilometer nordväst om delstatshuvudstaden Sydney.
Trakten runt Coonabarabran är nära nog obefolkad, med mindre än två invånare per kvadratkilometer.. Det finns inga andra samhällen i närheten. 
I omgivningarna runt Coonabarabran växer huvudsakligen savannskog. Genomsnittlig årsnederbörd är 725 millimeter. Den regnigaste månaden är februari, med i genomsnitt 143 mm nederbörd, och den torraste är oktober, med 9 mm nederbörd.